# Fred Trump
Fred Trump (anglès: Frederick Christ Trump)  (Bronx, 11 d'octubre de 1905 - New Hyde Park, 25 de juny de 1999) va ser un empresari immobiliari i filantrop nord-americà d'origen alemany, cofundador al costat de la seva mare, Elizabeth, de la Trump Organization i el pare de l'empresari, polític i 45è president dels Estats Units, Donald Trump.

## Biografia
El pare de Fred Trump, Frederick Trump , havia emigrat a Nova York el 1885 des de la petita ciutat alemanya de Kallstadt on ell breument va tornar al voltant de 1900, es va casar i va tornar a emigrar. Va néixer a l'est de l'avinguda Tremont al Bronx , del matrimoni d'immigrants alemanys format per Elizabeth (nascuda Christ) i Frederick Trump.
El 1927, amb 22 anys, Frederick C. Trump va ser agent de béns arrels i finançador de construccions, creant la Trump Organization juntament amb la seva mare Elizabeth Christ Trump, qui va ser un soci actiu, escrivint els xecs.

###### Arrest el 1927
L'1 de juny de 1927, un article del New York Times va informar que Fred Trump va ser arrestat i alliberat després que un incident amb membres del Ku Klux Klan es convertís en una baralla amb policies a Queens. La baralla segons es diu, constava amb més de 1000 membres del Klan i 100 oficials de policia, de la qual Fred Trump va ser un dels set detinguts. Un bloc d'internet més tard va redescobrir l'article, i assenyala que Trump tindria en aquell moment vint-i-un anys. Ha afirmat "això no significa que Trump pare -qui més tard seria un empresari immobiliari milionari- era un membre del Ku Klux Klan o fins i tot un còmplice de l'esdeveniment. Tot i compartir advocats amb els altres homes, és concebible que pugui haver estat un espectador innocent ... durant o després d'un esdeveniment caòtic." Múltiples articles periodístics sobre l'incident enumeren la direcció de Trump (a Jamaica, Queens),  es registra que va compartir amb la seva mare al cens dels Estats Units de 1930.

###### Ascens a l' èxit
A finals dels anys vint, Trump va començar a construir només cases familiars a Queens, que eren venudes a 3.990 dòlars cadascuna. A mitjans dels anys trenta enmig de la Gran Depressió, va ajudar a desenvolupar el concepte de supermercats amb el Mercat Trump a Woodhaven, que anunciava: "Serveixi's vostè mateix i estalviï!", convertint-se en un èxit gairebé instantani. Un any després, Trump va vendre per un petit guany la cadena de supermercats King Kullen. Actualment, King Kullen continua operant al comtat de Suffolk.

## Vida privada
El 1936, Frederick C. Trump es va casar amb l'escocesa Mary Anne MacLeod.  amb la que va tenir cinc fills: Maryanne (nascuda el 1937), jutge de la cort federal d'apel·lacions; Frederick "Fred" Trump Jr. (1938-1981); Elizabeth (nascuda l'any 1942), executiva al Chase Manhattan Bank ; Donald (nascut el 1946); i Robert (1948-2020), president de la companyia d'administració de la propietat del pare.
Tot i que els pares de Trump van néixer a Alemanya, Trump va dir als seus amics i coneguts durant dècades després de la Segona Guerra Mundial que la seva família era d'origen suec. Segons el seu nebot John Walter, " tenia molts inquilins jueus i no era bona cosa ser alemany en aquells dies."

## Carrera posterior
Durant la Segona Guerra Mundial , Trump va manar construir casernes i apartaments amb jardins per a l'Armada dels EUA per al personal de la marina nord-americana al llarg de la costa est, incloent Chester, Pennsilvània, el Newport News , Virginia, i Norfolk, Virgínia. Després de la guerra, es va expandir a llars per a les famílies de classe mitjana, que tenien familiars tornant de la guerra, construint un port costaner a Bensonhurst el 1949, i un port proper a la platja de Coney Island el 1950 (un total de 2.700 apartaments). El 1963 va construir 3.800 apartaments a la vila Trump a Coney Island, competint amb Lefrak City a Queens. Trump va construir i operar habitatges de lloguer accessibles a través de grans complexos d'apartaments a Nova York, incloent més de 27.000 departaments per a famílies de baixos ingressos i townhouses als barris de Coney Island, Bensonhurst, Sheepshead Bay, Flatbush, i Brighton Beach a Brooklyn, i Flushing i propietats jamaicanes a Queens.

###### El fill es converteix en president de la companyia
El 1968, el seu fill de 22 anys Donald Trump es va unir a la seva Administració de Trump Management Co, sent president el 1974, i rebatejant-lo a The Trump Organization el 1980. A mitjan dècada de 1970, Donald va rebre préstecs del seu pare que van superar els 14 milions de dolars (més tard, Donald va afirmar que només havien estat 1 milió). A mitjan anys setanta li va heretar la seva fortuna al seu fill, deixant-ho al comandament del negoci de béns arrels a Manhattan , mentre Fred es va aferrar a Brooklyn i Queens. "Va ser bo per a mi", va comentar més tard Donald "Ja saps, ser el fill d'algú, que podia haver estat una competència per a mi. D'aquesta manera, tinc Manhattan només per a mi."

###### Plet amb els drets civils
El 1973, la Divisió dels drets civils del Departament de Justícia dels EUA va presentar una demanda de drets civils contra Trump Organization després de rebutjar el lloguer dels seus departaments a persones negres. La Urban League havia enviat examinadors de les dues races per sol·licitar apartaments als complexos de Trump; els blancs aconseguien els apartaments, els negres no. Segons els registres de la cort, quatre superintendents o agents de lloguer van informar que les sol·licituds enviades a l'oficina central per acceptar-les o rebutjar-les van ser codificades per raça. El 1979, un article del The Village Voice va citar un agent de lloguer que Trump el va instruir de no llogar persones negres i incitar els llogaters negres que se n'anessin dels apartaments. El 1975, un decret de consentiment descrit pel cap de la divisió d'habitatge del Departament de Justícia "un dels majors abasts obtinguts en una negociació", requerint Trump per anunciar vacants en papers de minoria i llista de vacants amb la Lliga Urbana. El Departament de Justícia posteriorment de la continuació de "conductes discriminatòriament racistes per agents de Trump ha passat tan sovint que s'ha creat un impediment substancial per al ple gaudi de la igualtat d'oportunitats."

## Riquesa i béns
Tot i la seva fortuna, va ser conegut per la seva frugalitat, estalviava claus usats, fent el seu propi treball d'exterminació i barrejant els seus propis netejadors de pis. Tot i això, insistia en la compra d'un nou Cadillac blau marí cada tres anys, amb la matrícula "FCT". En el moment de la seva mort, Trump havia amassat una fortuna estimada entre els 250 a 300 milions de dòlars.

## Anys posteriors i mort
Trump va patir d' Alzheimer en els darrers sis anys de vida. Abans de la seva mort, va ser tractat de pneumònia el juny de 1999 al Centre Mèdic Jueu de Long Island a New Hyde Park.